# 史密斯菲尔德 (犹他州)
史密斯菲尔德（英語：Smithfield）是美国犹他州卡什县下属的一座城市。建市于1859年，面积大约为4.98平方英里（12.9平方公里），海拔约为4,603英尺（1,403米）。根据2010年美国人口普查，该市有人口9,495人。